# Панинский сельсовет (Липецкая область)
Па́нинский сельсове́т — сельское поселение в Добровском районе Липецкой области. 
Административный центр — село Панино.

## История
В соответствии с законом Липецкой области №114-оз «О наделении муниципальных образований в Липецкой области статусом городского округа, муниципального  района, городского и сельского поселения» от 2 июля 2004 года Панинский сельсовет наделён статусом сельского поселения.

## Население
| 2010  | 2012  | 2013  | 2014  | 2015  | 2016  | 2017  |
| ----- | ----- | ----- | ----- | ----- | ----- | ----- |
| 1670  | ↘1628 | ↗1645 | ↗1724 | ↘1695 | ↗1706 | ↗1739 |
| 2018  | 2021  |       |       |       |       |       |
| ↗1763 | ↗1856 |       |       |       |       |       |

## Состав сельского поселения
| № | Населённый пункт | Тип населённого пункта       | Население |
| - | ---------------- | ---------------------------- | --------- |
| 1 | Богородицкое     | село                         | 337       |
| 2 | Малый Хомутец    | село                         | 366       |
| 3 | Панино           | село, административный центр | 848       |
| 4 | Филатовка        | село                         | 119       |